# KAPO Perwomajśke
KAPO Perwomajśke (ukr. Футбольний клуб «КАПО» Первомайське, Futbolnyj Kłub "KAPO" Perwomajśke) – ukraiński klub piłkarski z siedzibą we wsi Perwomajśke, w obwodzie odeskim.

## Historia
Chronologia nazw:
- 19??—1996: Perwomajec Perwomajśke (ukr. «Первомаєць» Первомайське)
- 1998—1999: Perwomajec Perwomajśke (ukr. «Первомаєць» Первомайське)
- 1999—2000: Prestyż-Perwomajec Jużne (ukr. «Престиж-Первомаєць» Южне)
- 2000—...: KAPO Perwomajśke (ukr. «КАПО» Первомайське)

Drużyna piłkarska Perwomajec Perwomajśke została założona w miejscowości Perwomajśke. Zespół występował w rozgrywkach o mistrzostwo i Puchar obwodu odeskiego. W sezonie 1993/94 klub zdobył Puchar obwodu, co pozwoliło w sezonie 1994/95 debiutować w Pucharze Ukrainy. W sezonie 1995/96 zdobył wicemistrzostwo obwodu, ale potem zrezygnował z dalszych występów i został rozwiązany. W 1998 odrodzony, rozpoczął występy w Pierwszej lidze obwodu i zdobył awans do Wyższej ligi. W 1999 połączył się z klubem z miasta Jużne i zmienił nazwę na Prestyż-Perwomajec Jużne. Ale po zakończeniu sezonu klub przestaje istnieć. W jego miejsce powstaje nowy klub KAPO Perwomajśke, który kontynuował występy w Wyższej lidze obwodu.

## Sukcesy
- 1/128 finału Pucharu Ukrainy:

1994/95
- mistrz obwodu odeskiego:

1994/95
- wicemistrz obwodu odeskiego:

1992/93, 1993/94, 1995/96
- zdobywca Pucharu obwodu odeskiego:

1993/94
- finalista Pucharu obwodu odeskiego:

1994/95